# Richard Anthony Salisbury

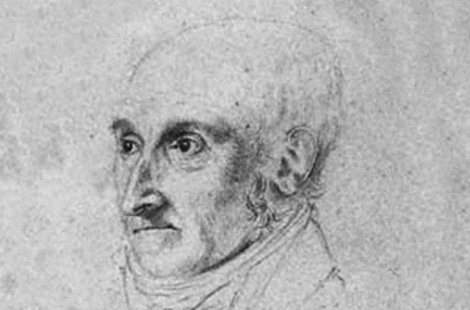
Richard Anthony Salisbury, Bleistiftskizze von William John Burchell, 1817

Richard Anthony Salisbury, eigentlich Richard Anthony Markham, (* 2. Mai 1761 in Leeds; † 23. März 1829 in London) war ein britischer Botaniker. Sein offizielles botanisches Autorenkürzel lautet „Salisb.“

## Leben und Wirken
Richard Markham bekam sein Botanikstudium durch eine Verwandte, eine Miss Anna Salisbury, unter der Bedingung der Übernahme ihres Namens finanziert. In ähnlicher Weise versuchte er dann sein Erbe mit der Übernahme seines Namens zu verbinden, das wurde aber sowohl von Alphonse Louis  Pierre Pyrame de Candolle als auch von John Edward Gray abgelehnt, und so bekam es schließlich William John  Burchell ohne Bedingungen.
Salisbury war ein radikaler Gegner der Taxonomie nach Linné, wodurch vieles seiner Arbeit als unbedeutend eingestuft wurde. Trotzdem sind Teile seines Werkes bis heute relevant, vor allem Beschreibungen.
Salisbury galt als ein schwieriger Charakter. Um die Jahrhundertwende war er extrem verschuldet, was zum Zerbrechen seiner Ehe mit Caroline Staniforth führte. Nachdem er das Werk eines anderen Botanikers plagiiert hatte, war seine wissenschaftliche Glaubwürdigkeit verloren.
Er war 1804 einer der sieben Gründungsmitglieder der London Horticultural Society.

## Ehrungen
Am 15. März 1787 wurde Salisbury zum Mitglied der Royal Society gewählt. Im darauffolgen Jahr wurde er als „Fellow“ in die kurz zuvor gegründete Linnean Society of London gewählt.
Nach ihm benannt sind die Pflanzengattungen Salisburia Sm. (1797, nom. illeg.) aus der Familie der Ginkgoaceae und Salisburyodendron A.V.Bobrov & Melikyan (2006) aus der Familie der Araukariengewächse (Araucariaceae).

## Schriften (Auswahl)

### Bücher
- Icones stirpium rariorum descriptionibus illustratae. William Bulmer, London 1791.
- Prodromus stirpium in horto ad Chapel Allerton vigentium. London 1796 (Digitalisat).
- The paradisus londinensis: or coloured figures of plants cultivated in the vicinity of the metropolis. London 1805–1808 (Digitalisat) – mit Zeichnungen von William Hooker (1779–1832).
- The generic characters in the English botany, collated with those of Linné. W. Bulmer and Co., London 1806 (Digitalisat).
- The genera of plants […] a fragment containing part of Liriogamae. John van Voorst, London 1866 (Digitalisat) – herausgegeben von John Edward Gray.

### Zeitschriftenbeiträge
- Descriptions of four Species of Cypripedium. In: Transactions of the Linnean Society. Band 1, 1791, S. 76–80 (Digitalisat) – mit zwei Tafeln.